# Porogadus subarmatus
Porogadus subarmatus är en fiskart som beskrevs av Vaillant, 1888. Porogadus subarmatus ingår i släktet Porogadus och familjen Ophidiidae. Inga underarter finns listade i Catalogue of Life.